# Orkljevec
Orkljevec este o localitate din comuna Mirna Peč, Slovenia, cu o populație de 52 de locuitori.